# São Joaquim (Umirim)

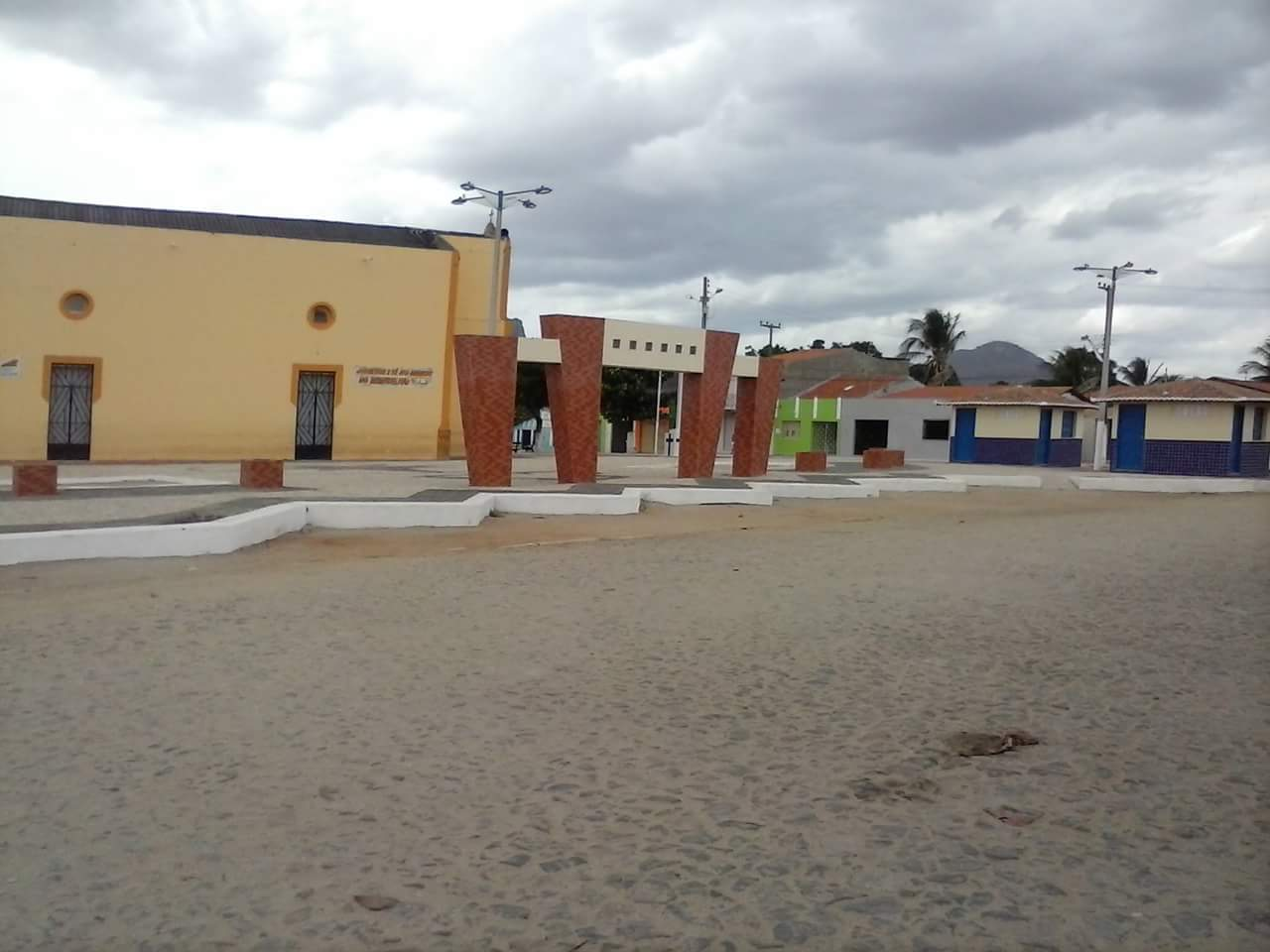
Praça Pinto Caetano de São Joaquim.

São Joaquim,  ou São Joaquim da Pedra Amontada é um distrito município Brasileiro de Umirim, no estado do Ceará. De acordo com o Instituto Brasileiro de Geografia e Estatística (IBGE), sua população no ano de 2010 era de 6.141 habitantes. Está situado entre os municípios de Umirim, Uruburetama e Itapajé. O Distrito de São Joaquim, fica a 114 km de Fortaleza, está interligado a Rodovia Estadual CE-354, e aproximadamente a 6 km da Rodovia Federal BR-222.

## Economia
Suas principais atividades econômicas são a agricultura de subsistência de milho e feijão, a criação de animais de pequeno porte de ovinos, caprinos e galinhas caipiras, o pequeno comércio, o artesanato de crochê e ponto de marca e empregos diretos na administração municipal.

## Turismo

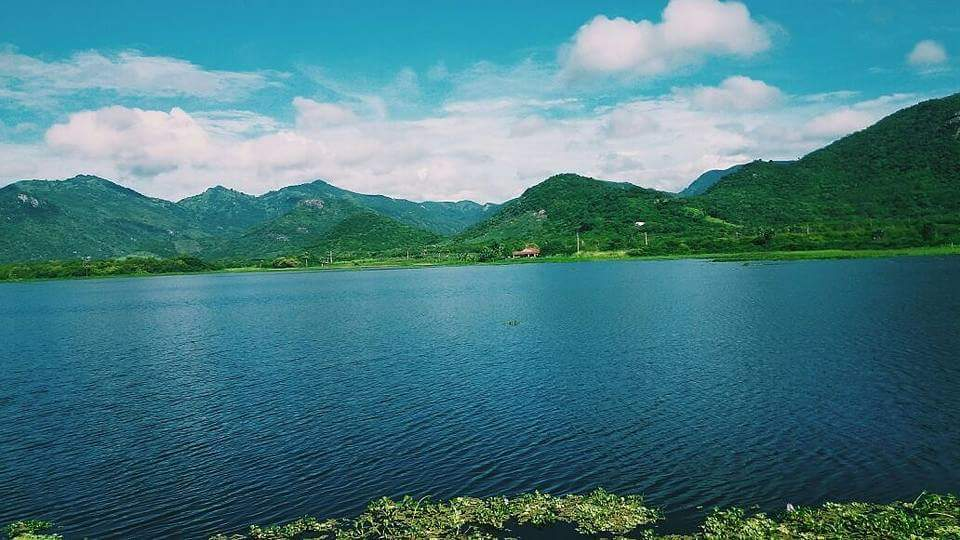
Açude de São Joaquim.

Destacam-se no distrito os seguintes pontos turísticos: Açude de São Joaquim, Sangrador, a Praça Pinto Caetano e a Pedra Amontada.

## Esporte
São Joaquim possui apenas alguns times de futebol: Carnaubinha, Boqueirão, Grêmio, Axixá, Altos de São Joaquim entre outros. Nenhum deles participam das divisões do Campeonato Cearense de Futebol.
No futsal, o distrito se destaca com o time São Joaquim F.C., que foi Campeão Municipal em 2016.
Possui uma quadra de futsal, uma quadra coberta na E.E.F. Hamilton Rocha e Silva e um campo de futebol.

## Religião
A população joaquinense é majoritariamente cristã, sendo a maior parte da Igreja Católica, que vem seguida das variadas denominações protestantes.
Os festejos de São Joaquim é realizado entre os dias 11 e 21 de setembro.

## Educação
O distrito conta com duas escolas públicas municipais de ensino fundamental, tendo como destaque as Escolas E.E.F. Hamilton da Rocha e Silva e E.E.F.I Santina Quinto Amazonas. Em São Joaquim, também existe um anexo de ensino médio pertencente a escola Maria Iracema Uchoa Sales do município de Umirim. Com base na educação infantil o distrito possui o Centro de Educação Infantil Adelaide Sales Teixeira.